# Brooklyn Philharmonic
Ci sono state diverse compagnie con riferimento al nome "Brooklyn Philharmonic." La più recente è stata la ormai defunta Brooklyn Philharmonic Symphony Orchestra, un'orchestra statunitense con sede nel quartiere di Brooklyn, a New York City, attiva dal 1950 fino al 2012. Nel suo periodo di massimo splendore fu chiamata "innovativa" e "una della più innovative e rispettate orchestre sinfoniche dei tempi moderni ".

## Compagnie

### Philharmonic Society of Brooklyn
La Società Filarmonica di Brooklyn fu costituita nel 1857 sotto Theodore Eisfeld, che fu suo direttore inaugurale fino al 1861. La Società Filarmonica di Brooklyn ha tenuto concerti presso l'Ateneo di Brooklyn Heights, allora la più grande sala concerti nel quartiere, fino a quando si trasferì nel 1861 alla Brooklyn Academy of Music di recente apertura, dove rimase fino al 1891. La Società Filarmonica di Brooklyn è stata la forza trainante nella creazione della BAM. Nel 1861 l'orchestra fu diretta una volta da Johann Strauss II, che si dice abbia impulsivamente strappato un violino da uno degli altri musicisti per unirsi all'orchestra durante il Danubio Blu.
Dopo la partenza di Eisfeld, Theodore Thomas fu il direttore fino al 1891, un incarico celebre. Dopo la partenza di Thomas, la Società Filarmonica di Brooklyn non sponsorizzò più la propria orchestra, scegliendo invece di sponsorizzare la Boston Symphony presso la BAM, cosa che fece dal 1891 in poi e dal 1895 in collaborazione con l'Istituto Brooklyn delle Arti e Scienze. Dopo che la prima BAM bruciò il 30 novembre 1903, i concerti della Boston Symphony furono tenuti presso la Sala Battista della Pilgrim Church fino che la nuova BAM aprì nel 1908. Dopo il 1938 la Società Filarmonica di Brooklyn fu "quasi inesistente" e l'Istituto Brooklyn delle Arti e Scienze continuò a presentare la Boston Symphony da solo fino alla stagione 1972-1973, anche se la Società Filarmonica di Brooklyn continuò a sponsorizzare concerti di musica da camera modesti alla BAM e altrove, fino alla primi anni 1980.

### Brooklyn Philharmonia
Tra il 1941 e il 1943 si formò una nuova orchestra chiamata Brooklyn Symphony Orchestra, un ramo della precedente Brooklyn Civic Orchestra, ma non fu in grado di sostenersi e cessò dopo il 1943.

### Brooklyn Philharmonic
Nel 1954, il direttore della BAM, Giulio Bloom, portò alla costituzione di un'altra nuova orchestra anch'essa nota come la "Brooklyn Philharmonia", in concerto con il noto direttore JM & Siegfried Landau e l'impresario artistico Marks Levin. Landau diede all'orchestra una particolare attenzione alla musica classica contemporanea ed a quella raramente eseguita.
Nel 1982, la Brooklyn Philharmonia cambiò il suo nome a "Brooklyn Philharmonic Orchestra", mentre era sotto la direzione del compositore americano Lukas Foss, ben noto per la sua serie "Meet the Moderns", avendo ricevuto il permesso di adottare quel nome dell'allora ancora esistente ma molto rimpicciolita Società Filarmonica di Brooklyn. Anche se a volte affermò di essere "una delle più antiche orchestre in vita nel Nuovo Mondo," non aveva alcun legame organizzativo con la precedente Società Filarmonica di Brooklyn, con la quale era esistita in concorrenza per quasi trenta anni.
Il successore di Foss, Dennis Russell Davies, ampliò la programmazione dell'orchestra fino a comprendere dei programmi di fine settimana a tema festival.
Robert Spano, successivo direttore musicale dell'orchestra è accreditato di aver migliorato considerevolmente il suono del gruppo, pur mantenendo la concentrazione su un'nica programmazione. Il successore di Spano, Michael Christie, aggiunse il concetto di programmazione tematica al programma dell'orchestra. Il primo concerto della Brooklyn Philharmonic con Christie come direttore musicale fu nel febbraio del 2006. Nel settembre 2007 la Brooklyn Philharmonic annunciò l'estensione del contratto di Christie con l'orchestra fino a tutta la stagione 2009-2010, con una clausola evergreen per consentire il rinnovo annuale. Il suo contratto con la Brooklyn Philharmonic scadde nel giugno 2010. Secondo un critico, "l'orchestra ha visto la sua qualità complessiva scadere drasticamente sotto la direzione musicale di Michael Christie." Di fronte a un deficit scoraggiante e gli abbonamenti in declino, come con i pensionamenti e le dimissioni dalla compagnia, l'organizzazione fu costretta ad annullare completamente la stagione 2010-11.
Nel 2010, nonostante queste disavventure fiscali, il Consiglio di amministrazione della Brooklyn Filarmonica e la direzione si impegnarono a tentare una rinascita con l'assunzione del direttore Alan Pierson come direttore artistico e musicale. Pierson è uno dei fondatori del gruppo altamente considerato Alarm Will Sound e un laureato del Massachusetts Institute of Technology e della Eastman School of Music. La nuova concentrazione dell'orchestra fu quella di essere essa stessa a Brooklyn, con la sua straordinaria diversità e l'eccitazione del suo nuovo status nell'immaginazione del mondo.
Per la sua prima stagione nel 2011-12, Pierson immaginò tre serie di programmi, ognuno sviluppato per una specifica comunità di Brooklyn nella quale doveva venire eseguito: la serie di Downtown Brooklyn è incentrata sulla storia del quartiere, la serie Brighton Beach ha approfondito le radici e le tradizioni russe della comunità e la serie Bed-Stuy ha attinto all'eredità degli artisti rap e DJ che quel quartiere aveva prodotto. I critici hanno risposto con entusiasmo alla rinascita della Filarmonica, la sua programmazione e le sue prestazioni: Alex Ross descrisse la "prima stagione sotto Alan Pierson" dell'orchestra come "straordinariamente innovativa, forse anche rivoluzionaria" e il The New York Times ha elogiato la performance di Pierson e della Filarmonica come "notevoli", "brillanti" e ha scritto che col suo nuovo percorso, la Filarmonica "ha il potenziale per essere non solo una buona orchestra, ma anche molto importante". Le esibizioni dell'orchestra vicino a Brooklyn sono state frequentate volentieri da un pubblico entusiasta e la stagione 2012-13 è culminata in due spettacoli "tutto esaurito" alla Brooklyn Academy of Music. Nonostante il successo di pubblico e critica della Brooklyn Philharmonic nelle sue due stagioni sotto Pierson, l'orchestra non ebbe successo nell'attrarre donatori e finanziamenti istituzionali sufficienti per mantenere il suo modello di business. Un post sul blog WQXR circa le difficoltà finanziarie della Filarmonica osservava che "diversi musicisti della Filarmonica danno la colpa dei problemi attuali dell'orchestra all'allontanamento radicale dai suoi formati sinfonici tradizionali." L'orchestra ha di nuovo sospeso gli spettacoli alla fine del 2013.
Gli uffici amministrativi dell'orchestra erano situati nella enclave artistica di Dumbo nel centro di Brooklyn.

#### Direttori Musicali
- Siegfried Landau (1954–1971)
- Lukas Foss (1971–1990)
- Dennis Russell Davies (1991–1996)
- Robert Spano (1996–2004)
- Michael Christie (2005–2010)
- Alan Pierson (direttore artistico, 2010–2013)[36]

#### Eredità
Come la London Symphony Orchestra e la Orpheus Chamber Orchestra, la Filarmonica di Brooklyn è stata considerata "indipendente" in quanto i suoi musicisti non venivano impiegati a tempo pieno, ma pagati in base al rendimento. La Filarmonica a lungo ha goduto di una certa reputazione nel difendere la musica nuova e per la ambiziosa, innovativa programmazione.
Oltre ad eseguire gli standard classici, la Brooklyn Philharmonic ha commissionato sessantacinque nuove opere di compositori viventi ed ha eseguito centosessantasei prime mondiali. Gli esecutori ospiti con la Brooklyn Philharmonic sono stati, tra gli altri, Yehudi Menuhin, Aaron Copland, Leonard Bernstein, Itzhak Perlman, Lorin Maazel, Peter Serkin, Michael Tilson Thomas, Jessye Norman, Robert Merrill, Alicia de Larrocha, James Galway, Victoria de los Ángeles, Roberta Peters, Claudio Arrau, Richard Stoltzman, Leonard Rose, Byron Janis, Laurie Anderson, Elvis Costello, Lynn Harrell, Tania León e André Watts.
La Filarmonica ha ricevuto 21 premi ASCAP per la programmazione innovativa. Veniva regolarmente recensita da critici e giornalisti del New York Times, The Wall Street Journal, il New York Post, il Brooklyn Eagle, il Brooklyn Paper, nonché le stazioni radio WQXR e WNYC, tra gli altri media.
La Brooklyn Philharmonic è apparsa anche più volte nello show televisivo Late Night with David Letterman. E le registrazioni della Brooklyn Philharmonic sono ampiamente disponibili per il download su iTunes, tra gli altri siti.
The Brooklyn Philharmonic developed, financially supported and staffed some of the largest educational programs specifically aimed at financially disadvantaged children in New York City.  The Philharmonic’s “Smart Arts Academy,”  to cite one example, provided free daily music, arts, dance, theater, sports, movie making, and enrichment activities to about 250 students per school annually totaling some 6,000 students from New York’s most financially challenged public schools.  The Philharmonic’s educational programs were supported by funds obtained by and for the orchestra.

#### Sale da concerto
La prima Società Filarmonica di Brooklyn è stata una dei principali fondatori della BAM. L'ultima Brooklyn Philharmonic (allora la Brooklyn Philharmonia) è stata a sua volta fondata sotto gli auspici della BAM nel 1954, dove ha avuto la sua prima sede. Le due istituzioni non erano legalmente separate fino al 1971, anche se la Filarmonia/Filarmonica ha continuato ad esibirsi alla BAM. Nel corso del tempo il rapporto tra Brooklyn Philharmonic e BAM era sufficientemente intrecciata da essere tornata ad essere "in pratica un sottoreparto di BAM."
Nel 1990 questo rapporto fu formalizzato in modo più preciso e la Brooklyn Philharmonic diventò l'orchestra residente della Brooklyn Academy of Music (BAM), da allora fino al 2005, esibendosi spesso nella Howard Gilman Opera House, di proprietà della BAM, con 2.109 posti a sedere, così come nel Teatro Harvey Lichtenstein, sempre di BAM, con 874 posti a sedere. Un articolo del 1998 sul New York Times osservava, "la collaborazione con BAM è stata una benedizione. Essa ha contribuito a definire la personalità artistica dell'orchestra, ma è anche la radice di molti problemi attuali." Il presidente del consiglio di amministrazione della Filarmonica, allora osservò, "il nostro rapporto con BAM è passato attraverso alti e bassi. C'è confusione nell'opinione pubblica sul fatto che siamo parte di BAM o indipendenti e nel corso del tempo abbiamo tentato affiliazioni più strette e più slegate. Troviamo che il decentramento funziona meglio. Ma all'orchestra piace anche l'allineamento con BAM e la sua apparenza di essere disposti a provare cose nuove ". Harvey Lichtenstein, allora direttore del BAM e forza trainante nel contratto del 1990, ha affermato, "Fondamentalmente, penso che l'istituzione deve camminare con le proprie gambe, artistiche, finanziarie ed amministrative."
La residenza alla BAM si concluse nel 2005 e mentre la Brooklyn Philharmonic continuava ad esibirsi lì occasionalmente, per la maggior parte essa "si svaporò.... in una sfilza di eventi di musica da camera rivolti alla comunità" vicino a Brooklyn. Con l'assunzione di un nuovo direttore, la Filarmonica "si propone di stabilire basi durature in tutto il quartiere." La Filarmonica ora si esibisce alla Brooklyn Public Library nella sede del Centro Stevan Dweck di Cultura Contemporanea da 189 posti, così come nella sede del Brooklyn Museum da 460 posti, nell'Auditorium Gerald Cantor di Iris e B. Nel 2010, fu "spremuta finanziariamente fuori dalla BAM", del tutto. Nel 2011, annunciò l'intenzione di concentrarsi su Bedford-Stuyvesant, Brighton Beach e Downtown Brooklyn. Pierson osservò, "Vogliamo davvero tornare alla BAM. So che ai musicisti dell'orchestra manca terribilmente."
A partire nel 1974 la Filarmonica ha iniziato ad esibirsi in Prospect Park in estate e si è esibita ogni anno in molti dei più lunghi festival d'arte tenuti a New York, tra cui Celebrate Brooklyn e presso la chiesa più grande di New York, la Cattedrale di Saint John the Divine. La Brooklyn Philharmonic si esibì per la prima volta al Lincoln Center for the Performing Arts nel 1964, appena due anni dopo l'apertura della sede di 2.738 posti, la Philharmonic Hall (ora David Geffen Hall). L'orchestra ha debuttato alla Carnegie Hall nel 1973 e ha continuato ad apparire periodicamente nel principale Auditorium della Carnegie Hall, Isaac Stern, con 2.804 posti a sedere, con un grande concerto finale alla Carnegie nel 2011.